# Jürgen Zieger

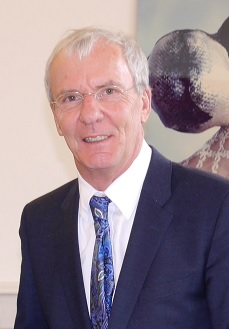
Jürgen Zieger (2018)

Jürgen Zieger (* 8. März 1955 in Herzogenrath) ist ein deutscher Politiker (SPD). Von 1998 bis 2021 war er Oberbürgermeister der Stadt Esslingen am Neckar in Baden-Württemberg.

## Beruflicher Werdegang
Zieger studierte in den Jahren 1973 bis 1977 Architektur an der FH Aachen und in den Jahren 1977 und 1980 Stadt- und Regionalplanung an der Universität Oldenburg, an der er von 1982 bis 1986 sein Dissertationsprojekt bearbeitete und den Doktor der Wirtschafts- und Sozialwissenschaften erlangte.
Im Zeitraum von 1981 bis 1984 war Zieger als Stadtplaner in einem Büro für kommunale Entwicklungsplanung  und als freier Mitarbeiter und Partner einer Planungsgemeinschaft im Bereich Wohn- und Städtebau tätig. Von 1984 bis 1985 war Zieger Stadtplaner im Stadtbauamt von Singen am Hohentwiel. Von 1985 bis 1988 leitete er als Stadtbaumeister das Stadtbauamt der Stadt Oberkochen. Von 1988 bis 1997 war er 1. Bürgermeister von Neckarsulm. Im gleichen Zeitraum war er Technischer Beigeordneter in Neckarsulm und wurde 1996 einstimmig in die zweite Amtsperiode als Technischer Beigeordneter wiedergewählt.
1993 trat Zieger der SPD bei. Im November 1997 konnte er sich bei der Oberbürgermeisterwahl in Esslingen gegen Roger Kehle (CDU) durchsetzen. Ab dem 1. März 1998 war er in der Nachfolge Ulrich Bauers Oberbürgermeister von Esslingen am Neckar. Am 8. Oktober 2006 wurde er im ersten Wahlgang mit 57,76 Prozent der Stimmen für eine zweite Amtszeit wiedergewählt. Er setzte sich dabei gegen den CDU-Kandidaten Rainer Rothfuß durch. Am 28. September 2014 wurde er erneut im ersten Wahlgang mit 77,2 Prozent der Stimmen für eine weitere Amtszeit wiedergewählt. Ende September 2021 trat er ein Jahr vor dem regulären Ende seiner Amtszeit in den Ruhestand ein. Zu diesem Zeitpunkt war er der dienstälteste Oberbürgermeister Baden-Württembergs. Ihm folgte Matthias Klopfer nach.
Zieger ist verheiratet und hat drei Kinder.

## Funktionen und Mitgliedschaften
Während seiner Amtszeit als Esslinger Oberbürgermeister hatte er folgende Funktionen und Mitgliedschaften inne:
- Mitglied des Deutschen Städtetags – Ausschuss mittlerer Städte
- Mitglied der SPD-Fraktion in der Regionalversammlung
- Aufsichtsrats-Vorsitzender
  - Esslingen Live – Kultur und Kongress GmbH
  - Esslinger Stadtmarketing & Tourismus GmbH
  - Esslinger Wohnungsbau GmbH
  - Stadtwerke Esslingen am Neckar GmbH & Co. KG
- Vorsitzender
  - Neckar-Elektrizitätsverband
  - Württembergische Landesbühne Esslingen
  - Forum Stadt – Netzwerk historischer Städte e.V.
  - Kulturregion Stuttgart (2000–2008)
  - Gesellschafterversammlung END GmbH
- Vorstand
  - Beteiligungsbeirat EnBW Regional AG und Neckar Netze GmbH & Co. KG
- Verbands-Vorsitzender
  - Zweckverband Landeswasserversorgung
- Stellvertretender Verbands-Vorsitzender
  - Zweckverband Bodensee-Wasserversorgung
  - Zweckverband Kommunale Datenverarbeitung Region Stuttgart